# Religion au Tibet
La principale religion au Tibet est le bouddhisme depuis son introduction au VIIIe siècle de notre ère. Avant l'arrivée du bouddhisme, la religion principale était une religion chamanique indigène, le bön, qui constitue maintenant une minorité non négligeable et qui allait plus tard influencer la formation du bouddhisme tibétain.
Il y a quatre mosquées dans la région autonome du Tibet avec environ 4000 à 5000 musulmans pratiquants, ainsi qu'une église catholique avec 560 paroissiens, qui est située dans la communauté traditionnellement catholique de Yanjing. 

## Bouddhisme
Le bouddhisme est venu au Tibet de l'Inde au VIIe – VIIIe siècles et peu à peu, non sans difficultés, s'est développé dans cette région. Le bouddhisme tibétain s'est formé notamment avec l'influence de la religion bön indigène.
Il y avait plus de 6000 monastères au Tibet et presque tous ont été détruits par les communistes chinois, principalement pendant la révolution culturelle. La plupart des plus importants ont été au moins partiellement rétablis, mais beaucoup restent toujours en ruines.

## Bön
Le bön est un système de croyance indigènes animiste et chamanique du Tibet, basé sur le culte de la nature et antérieur au bouddhisme.  Bien que le bön ait initialement été une religion avec laquelle les enseignements de Bouddha étaient antithétiques, il en est venu à être considéré comme la cinquième tradition du bouddhisme tibétain.

## Christianisme
Il y a une église catholique avec 560 paroissiens, qui est situé dans la communauté traditionnellement catholique de Yanjing.

## Islam
Il y a une petite population musulmane disséminée dans tout le Tibet mais particulièrement trouvée à Lhassa et à Shigatsé.

## La liberté de religion
La liberté de religion n’est pratiquement pas garantie puisque le Tibet est intégré à la République populaire de Chine qui limite la pratique des religions. Bien qu’il y ait eu dans le passé des rapports de décès  de moines et de nonnes en raison de mauvais traitements en prison, il n'y a pas de rapports connus de décès dus à des mauvais traitements en prison au cours de la période couverte par le présent rapport (2007). Des dirigeants bouddhistes tels que Gedhun Choekyi Nyima et Tenzin Delek Rinpoché sont cependant restés en détention ou en prison. De plus, il a été rapporté que deux moines du Tashilhunpo 
, harcelés après avoir été accusés d'être liés au 14e dalaï-lama par le gouvernement et le Comité démocratique de gestion du monastère, se sont suicidés fin 2007, ainsi qu'un autre moine arrêté et battu par les forces de sécurité le 30 mars 2008. Une nonne de 17 ans a été tuée le 30 septembre 2006 par des gardes frontières au col de Nangpa.